# Municipio de Maywood
El municipio de Maywood (en inglés: Maywood Township) es un municipio ubicado en el condado de Benton en el estado estadounidense de Minnesota. En el año 2010 tenía una población de 954 habitantes y una densidad poblacional de 10,33 personas por km².

## Geografía
El municipio de Maywood se encuentra ubicado en las coordenadas 45°41′31″N 93°49′22″O / 45.69194, -93.82278. Según la Oficina del Censo de los Estados Unidos, el municipio tiene una superficie total de 92.35 km², de la cual 92,35 km² corresponden a tierra firme y (0 %) 0 km² es agua.

## Demografía
Según el censo de 2010, había 954 personas residiendo en el municipio de Maywood. La densidad de población era de 10,33 hab./km². De los 954 habitantes, el municipio de Maywood estaba compuesto por el 99,06 % blancos, el 0,1 % eran afroamericanos, el 0,42 % eran amerindios y el 0,42 % eran de una mezcla de razas. Del total de la población el 0,21 % eran hispanos o latinos de cualquier raza.